# Flávio Kapczinski
Flávio Kapczinski (21 de agosto de 1963) é um pesquisador brasileiro da área de saúde, membro titular da Academia Brasileira de Ciências considerado um dos pesquisadores mais influentes do mundo. Ele é ganhador do prêmio Mogens Schou Award. Flávio foi um dos pioneiros no estudo e tratamento do transtorno bipolar e da depressão com bases biológicas.